# Papp Mór
Bogdi Papp Mór (Kunszentmárton, 1823. november 19. – Karcag, 1895. február 13.) királyi tanácsos, bíró, törvényszéki elnök, országgyűlési követ, országgyűlési képviselő.

## Élete
Nemes Papp Mihály és nemes Kalmár Erzsébet fia. Iskoláit Karcagon, majd Pozsonyban, a felsőbbeket Debrecenben végezte; mint jurátus kis követ jelen volt az 1844. évi pozsonyi országgyűlésen. Ügyvédi cenzurát tett és városi aljegyzőnek választották, majd kerületbeli tiszteletbeli aljegyzőnek és alfiskusnak nevezte ki a nádor. Az 1848-as első parlamentbe Karcagon országgyűlési képviselővé választották; az 1861. és 1868. évi országgyűlésen is szerepelt mint karcagi, majd jászladányi kerületek képviselője; Deák törzskarához tartozott. Azután a bírói pályára lépett és mint a karcagi törvényszék elnöke nyugalomba vonult. A későbbi években a nyilvános pályától visszavonult és csak vízszabályozási ügyekkel foglalkozott. A király a királyi tanácsosi címmel tüntette ki. A volt jász-kun kerületnek alkapitánya is volt; továbbá megyebizottsági tag, városi képviselő és a karcagi református egyház presbitere.

## Munkái
- Országgyűlési beszéde 1861. máj. 17. Pest, 1861. (Magyarország 118. sz. melléklete. Lónyay Menyhért beszédével együtt.).
- Beszéde ... az 1868. okt. 9. országgyűlésben. A jász-kúnok redemptionális összegének az ország által leendő visszafizetése tárgyában és határozati javaslata. Uo. 1868.
- A dohányügy kérdése Magyarországon 1869-ben. Feleletül a dohány jövedéki szakbizottság némelly kérdésére; az állam egyedáruságát pénzügyi, közjogi, nemzetgazdászati s a magyar földmívelés szempontjából tárgyalva.
- Emlékirat Berettyó szabályozási és ezzel kapcsolatos vizi s egynémely társulati ügyeinkről. Karczag, 1886.